# 青春トリッカーズ
『青春トリッカーズ』（せいしゅんトリッカーズ、seishun trickers）は水野美波による日本の漫画作品、及び同作品を表題とした短編集。単行本は全1巻。単行本化もされた『新聞部の小松さん 続・青春トリッカーズ』（しんぶんぶのこまつさん ぞく・せいしゅんトリッカーズ、Re SEI-SHUN TRICKERS）についてもここで扱う。

## 青春トリッカーズ
生徒会のドタバタを描いたコメディ作品。『デラックスマーガレット』平成22年3月号にて掲載された。

### あらすじ
高校生・瀬戸篤は青春に刺激を求めるべく、欠員の出た書記の採用を女子限定で募集することにした。だが、その採用面接に「元ヤン」と称され、周囲から恐れられる女子生徒・小澤佳苗がやってきた。面接に集まってきた女子は皆逃げていき、結局佳苗と遅刻してきた水谷まどかの2人を試すことになるが、その過程で篤は佳苗のこれまでの経緯や本心を知り、佳苗に対する見方を改め、佳苗を書記として採用しようとしていた矢先、佳苗が再び暴力沙汰を起こしてしまうのであった。

### 登場人物
瀬戸 篤（せと あつし）
生徒会長を務める男子高校生。「青春は刺激&ラブ」を格言としている。男しかいない今の生徒会に嫌気が差し、欠員の出た書記を女子限定で募集する。姉がいる。　
本人は認めていないがヘタレな性格で、周囲からもそのように評価されているが、仲間のために思い切った行動をすることもある。
小澤 佳苗（おざわ かなえ）
元ヤンと周囲に恐れられる少女。生徒会書記。料理が得意である。
中学生時代は母親の再婚によりかなり荒れていたが、父親の連れ子である弟・悠太（ゆうた）が腹を空かせながら両親の帰りを待っていた姿を見かけ、見かねた佳苗が「イタ飯」を作ったところ喜んでくれたことをきっかけに弟思いになり「ウマい飯を作れるようになって食べてもらいたい」ため、料理学校への進学を希望しており、料理が得意なのはそのためである。その際に喧嘩をやめ、自身の不良グループも解散し、教師からの評価を上げるために書記に立候補した。
まどかに指示された不良グループ達によって悠太を人質に取られてしまったため再び暴力沙汰を起こしてしまい、1週間の謹慎処分を受ける。
荒井 由紀（あらい よしのり）
生徒会副会長。主に雑務を担当している。
佐伯 葵（さえき あおい）
生徒会議長。女子が好きであるが、篤に興味を示したまどかについては好くは思っていなかった。女子関係をめぐって篤とは時折対立することがある。
元木 健吾（もとき けんご）
会計係。幼い容姿をしている。食べることが趣味であり、本人によれば「いっぱい食べるから力がある」ため、物を壊してしまうことが多々ある。また『新聞部の小松さん』では、体育祭において全種目制覇を成し遂げている。
水谷 まどか（みずたに まどか）
書記に立候補する少女。自分よりも佳苗の方を必要としている生徒会に嫉妬し、知り合いの不良グループを通じて佳苗を失脚させようと企んだが失敗に終わる。

## 新聞部の小松さん
『青春トリッカーズ〜新聞部の小松さん〜』及び『新聞部の小松さん 続・青春トリッカーズ』について記す。
『新聞部の小松さん 続・青春トリッカーズ』は『青春トリッカーズ〜新聞部の小松さん〜』の続編に当たり『新聞部の小松さん』として掲載された。水野が「小松さんをやりたいです」と希望を出したところ担当編集者から許可を貰えたというエピソードがある。新聞部に所属する女子生徒と生徒会の男子生徒との恋愛模様が描かれている。『新聞部の小松さん 続・青春トリッカーズ』における話数のカウントは「第○号」。
虹色デイズ単行本5巻には、頼子を主人公としたスピンオフ作品『新聞部の頼子くん』が収録されている。
掲載
- 『青春トリッカーズ〜新聞部の小松さん〜』 - デラックスマーガレット平成22年7月号
- 『新聞部の小松さん 続・青春トリッカーズ』 - 別冊マーガレット平成24年10月号〜平成25年1月号別冊ふろく

### あらすじ
新聞部に所属する小松明菜は写真を撮るのが趣味であり、常にカメラを持ち歩いてはゴシップ写真や個人的なリクエスト写真を撮っていたが、女子から人気のある佐伯葵の写真だけは中々撮れないでいた。そんな中明菜は葵を探るべく尾行や買い物に同行するが、その際に明菜は葵を怒らせてしまう。後日、葵と行動していたところを目撃されそのことに関して咎められていた明菜を救った葵は、明菜に慰められてその場で泣いてしまう。後日、葵は明菜に対して「彼氏に立候補する」と宣言する。しかし、自分の気持ちに自信が持てないために葵の事を避け、告白の返事も先延ばしにしていた。

### 登場人物
小松 明菜（こまつ あきな）
本作の主人公。新聞部に所属。写真を撮るのが趣味であり、常にデジタルカメラを携帯している。日々ゴシップ写真を撮ったり、個人からのリクエスト写真を有料で販売していたが、葵と一緒に行動しているところを目撃され、そのことについて咎められた際に一部から「盗撮女」とも呼ばれていたことを知る。また、葵にも注意されたこともあって反省し、以降は個人からのリクエストの受付をやめるが、相変らずスクープ写真を撮ることには目がない。しかし「スクープされるのが嫌だ」という理由で自身の恋愛には消極的である。
葵との一件以降、何かと近付いてくる葵に対して当初は「好きかどうかわかんない」を理由に葵への返事を先延ばしにするなどしばらく葵からは距離を置いていたが、後に本心を打ち明け、付き合うことになる。
妹がいる。
佐伯 葵（さえき あおい）
生徒会議長を務める男子。女子に人気であり、葵自身も女子が好きであり、女子と過ごしていることが多い。明菜の隠し撮りにもいち早く気付くなど隙を見せない性格であるが、不安になったりすると胃痛になってしまうという一面もある。また、隠し撮りなどに気付いてはカメラ目線に写るものの、写真は好まない。
婚約間近の兄がおり、その婚約相手の女性に片想いしていたが兄の婚約相手であるため最初から諦めていた。しかし、その事に関して明菜に本心を察知された上で慰められて以降、明菜に好意を寄せるようになり、積極的に明菜との距離を近づけていこうとする。
高橋 頼子（たかはし よりこ）
新聞部に所属する眼鏡を掛けた女子生徒。文章を書いたり細かい調べ物をするのが好きであるため新聞部に入部し、同部に入部してきた後藤を好きになっていくが、後藤と明菜が親しくしているところを見掛けたため、後藤が明菜に好意を寄せていると勘違いをする。誤解が解けた後、後藤に告白し付き合っている。
後藤 裕明（ごとう ひろあき）
新聞部部長。基本的に相手には「君」付けして読んでいる。
頼子に告白され付き合い、それ以降は「頼子」と呼ぶこともある。

## その他単行本収録作品
クリアスカイ
天使と悪魔が共存する「天上世界」に暮らす天使・ソラは地上の世界に降り立ち、高校生千島空（ちじま そら）として暮らし始める。
『ザ マーガレット』平成21年4月号に掲載された。
Brandnew days（ブランニューデイズ）
高校生の大森茂樹（おおもり しげき）は同じクラスメイトの榎本優子（えのもと ゆうこ）に想いを寄せ、毎日優子に猛アタックしては中々相手にしてもらえないでいた。そんな茂樹に辟易している優子は担任教諭に好意を抱いている。だがある日、先生が茂樹の姉と婚約したことを知ってしまう。
『別冊マーガレット』平成21年9月号特別ふろくにて掲載
密着!! 生徒会リポート!!
明菜による生徒会メンバー紹介。単行本『青春トリッカーズ』描き下ろし。
バイバイロンリー

『別冊マーガレット』別マふろく平成23年11月号に掲載、単行本『新聞部の小松さん 続・青春トリッカーズ』に収録

## 書誌情報
- 水野美波 『青春トリッカーズ』 集英社 〈マーガレットコミックス〉、全1巻
  1. 2010年9月29日第1刷発行（2010年9月24日発売[4]）、ISBN 978-4-08-846572-2
- 水野美波 『新聞部の小松さん 続・青春トリッカーズ』 集英社 〈マーガレットコミックス〉、全1巻
  1. 2013年3月30日第1刷発行（2013年3月25日発売[5]）、ISBN 978-4-08-845019-3